# Dammám
Dammám (Ad Dammam, arabsky: الدمام) je s 903 000 obyvateli sedmé největší město Saúdské Arábie. Leží u Perského zálivu na hranici s Bahrajnem. Město je známým průmyslovým centrem (hlavně díky ropnému průmyslu).
Přibližně 30 kilometrů západně od centra Dammámu leží mezinárodní letiště Krále Fahda.